# 匐枝银莲花
匐枝银莲花（学名：Anemone stolonifera），又名三花银莲花，是毛茛科银莲花属的植物。分布在日本、朝鲜、台湾岛以及中国大陆的黑龙江等地，生长于海拔200米至300米的地区，常生长在山地阔叶林下。